# Горчаков, Сергей Петрович
Сергей Петрович Горчаков (настоящая фамилия Цвейфель; 10 февраля 1905, Москва — 4 июля 1976, там же) — российский дирижёр и музыкальный педагог.
Окончил Московскую консерваторию (1929), ученик Константина Сараджева. Работал с духовыми оркестрами, в 1939—1952 гг. дирижёр Симфонического оркестра Всесоюзного радио и телевидения, возглавлявшегося в это время Николаем Головановым. Среди значительных записей Горчакова с этим коллективом — Концерт для фортепиано с оркестром № 20 Вольфганга Амадея Моцарта и Фантазия для фортепиано, хора и оркестра Людвига ван Бетховена с Марией Юдиной, Фантазия на темы Рябинина Антона Аренского с Марией Гринберг, его же фортепианный концерт с Григорием Гинзбургом, скрипичный концерт Сергея Ляпунова с Юлианом Ситковецким.
Кандидат искусствоведения (Московская консерватория, 1958, диссертация «Об особенностях переложений фортепианных произведений для духового оркестра»), на основе диссертации выпустил книгу «Практическое руководство по инструментовке для духового оркестра. Переложение фортепианных произведений» (1962). В 1952-73 гг. преподавал на военно-дирижёрском факультете Московской консерватории дирижирование (духовым оркестром), инструментовку и чтение партитур. С 1973 г. работал на кафедре оркестрового дирижирования ГМПИ им. Гнесиных (профессор с 1975).
Горчаков известен оркестровкой знаменитого фортепианного цикла Модеста Мусоргского «Картинки с выставки», осуществлённой им в 1954 г. Заметно уступая в популярности самой известной оркестровке Мориса Равеля, версия Горчакова имеет, однако, своих поклонников — прежде всего, Курта Мазура, впервые исполнившего её за пределами СССР в 1968 г., записавшего её на пластинку в 1991 г. Эта версия, как отмечают специалисты, «ровнее и мрачнее», она «полна русской мощи и мужественного величия» (Майкл Ланкестер). К числу весьма немногочисленных аудиозаписей «Картинок» в редакции Горчакова (помимо Мазура) относятся записи под управлением дирижёров К. А. Симеонова (1980) и К. А. Риккенбахера (2000).
Горчаков перевёл на русский язык «Большой трактат о современной инструментовке и оркестровке» Гектора Берлиоза (с дополнениями Рихарда Штрауса; т. 1—2. Москва, 1972).
Среди учеников — Е. Аксёнов, Ю. Лагутин, И. Раевский, В. Скоторенко.

## Сочинения
- Практическое руководство по инструментовке для духового оркестра. Переложение фортепианных произведений. Москва, 1962.
- Основы дирижерской техники (с соавторами). Москва, 1963.
- Учебник инструментовки для духового оркестра (с соавторами). Москва, 1967.
- Инструментовка для духового оркестра. Учебное пособие (с соавторами). Москва, 1978.